# یوکی کاواتا
یوکی کاواتا (انگلیسی: Yuki Kawata؛ زادهٔ ۱۶ ژوئن ۱۹۹۷) کماندار اهل ژاپن است.